# Фуригома

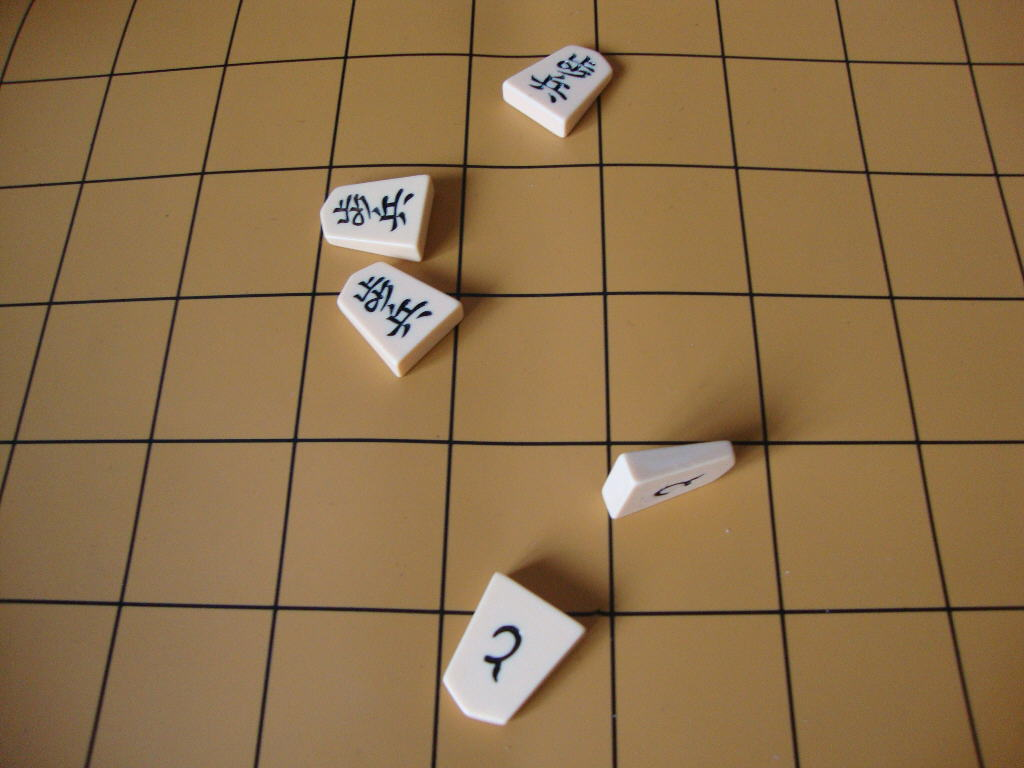
Результат фуригомы: более двух пешек выпали лицевой стороной вверх, значит сэнтэ (право первого хода) — у кидавшего.

Фуригома (яп. 振り駒 «кидание фигур») — процедура выбора права первого хода в партии сёги. Часть традиционной японской церемонии начала игры.

## Значение
Считается, что в сёги, в отличие от западных шахмат, преимущество первого хода отсутствует, либо крайне мало. Поэтому, для получения равных стартовых возможностей достаточно определить очерёдность хода случайным образом.
Фуригома используется практически во всех «лёгких партиях», а также в большинстве любительских турниров. В профессиональных лигах её применение не столь широко, однако с фуригомы начинаются первые партии титульных матчей (в последующих играх матча фуригома не бросается, а право первого хода даётся по очереди. При этом учитываются и партии, закончившиеся сэннититэ и дзисёги).

## Порядок проведения
Для определения права первого хода, один из игроков берёт пять пешек, встряхивает их в руках и бросает на доску.  Если число пешек, упавших лицевой стороной вверх, больше числа перевернувшихся, то партию начинает бросавший. Если больше токинов, то первый ход делает его соперник.
Подсчитываются все пешки, упавшие лицевой и перевернутой сторонами вверх, даже если они вылетели за пределы доски. Если же одна или несколько пешек легли на боковую грань, так что невозможно однозначно определить в чью пользу исход, то бросок повторяется до первого результативного исхода.